# 笑点宴
『笑点 宴』（しょうてん うたげ）は、『笑点』50周年記念として2017年（平成29年）8月14日に発売されたDVD。番組名場面や落語などを6巻に分けて収録。製作・発売元は日テレアックスオン。

## 出演者

### DVD全体の進行役（発売当時の笑点メンバー）
- 林家木久扇
- 三遊亭好楽
- 三遊亭小遊三
- 三遊亭円楽
- 春風亭昇太
- 林家たい平
- 林家三平
- 山田隆夫 ほか

## 収録内容
- Disc1:名人落語特選 その壱
- Disc2:名人落語特選 その弍
- Disc3:笑点メンバー落語特選
- Disc4:爆笑 大喜利特選【四代目司会:三遊亭圓楽 編】
- Disc5:爆笑 大喜利特選【五代目司会:桂歌丸 編】
- Disc6:お宝映像満載!笑点特典映像集